# Düchelsdorf
Düchelsdorf er en kommune i det nordlige Tyskland, beliggende i Amt Berkenthin under Kreis Herzogtum Lauenburg. Kreis Herzogtum Lauenburg ligger i delstaten Slesvig-Holsten.

## Geografi
Düchelsdorf ligger omkring 15 km sydsydvest for Lübeck, og 10 km vest for Ratzeburger See.